# Marie Boehlen
Marie Boehlen (* 19. Oktober 1911 in Riggisberg; † 30. November 1999 in Bern) war eine Schweizer Juristin und Politikerin (SP).

## Biografie
Marie Boehlen besucht das Lehrerinnenseminar in Bern und holt 1931 die Matur nach. Danach studiert sie Jurisprudenz an der Universität Bern, wobei sie 1939 Fürsprecherin wird und 1951 den Doktortitel erlangt. 1957 wird sie Jugendanwältin für die Stadt Bern und somit die erste vollamtliche Jugendanwältin der Schweiz. Während ihrem Studium beginnt sie sich für Frauenfragen und Politik zu interessieren. 1942 tritt sie in den Frauenstimmrechtsverein ein und wird Präsidentin des Aktionskomitees für die Mitarbeit der Frau in der Gemeinde. Drei Jahre später tritt sie der Sozialdemokratischen Partei (SP) bei und präsidiert von 1966 bis 1974 auch deren Frauenfraktion, SP Frauen. Während 15 Jahren, von 1949 bis 1966 amtet sie zudem auch als Präsidentin der juristischen Kommission des Bund Schweizerischer Frauenorganisationen (BSF). Boehlen war des Weiteren Mitglied der Schweizerischen UNESCO-Kommission von 1957 bis 1968.
1971, im Jahr der Annahme des Frauenstimm- und Wahlrechts lässt sich Boehlen frühzeitig pensionieren um sich fortan der Politik zu widmen. So wird sie auf parlamentarischer Ebene, zuerst als Berner Stadträtin von 1972 bis 1976, dann als Berner Grossrätin von 1974 bis 1986, aktiv.  1985,  im Alter von 74 Jahren, erhält Boehlen für ihren lebenslagen Einsatz für Frauen den Ida-Somazzi-Preis.  In ihrer Dankesrede sagte sie, dass sie sich mit ihrem Engagement für die Gleichberechtigung für Frauen nicht immer beliebt gemacht hat, und mehr Niederlagen als Erfolge eingesteckt hat, doch in einem bescheidenen Mass zu einem grossen gesellschaftlichen Wandel beigetragen habe.
1995 erhielt sie den Trudy-Schlatter-Preis.